# Gibraltars Liga Cup 2013-14
Gibraltars Liga Cup 2013-14 er første udgave af Gibraltars Liga Cup, en turnering for holdene i Gibraltars Premier Division.

## Gruppekampe
| Hold            | K | V | U | T | Mf | Mi | +/- | P |
| --------------- | - | - | - | - | -- | -- | --- | - |
| Lincoln         | 3 | 2 | 1 | 0 | 8  | 2  | +6  | 7 |
| Manchester Utd  | 3 | 2 | 0 | 1 | 5  | 4  | +1  | 6 |
| College Cosmos  | 3 | 0 | 2 | 1 | 1  | 2  | −1  | 2 |
| Lions Gibraltar | 3 | 0 | 1 | 2 | 2  | 8  | −6  | 1 |

|                 | MAN | LIN | COL | LGI |
| Manchester Utd  | –   | −   | −   | −   |
| --------------- | --- | --- | --- | --- |
| Lincoln         | 3−0 | –   | −   | −   |
| College Cosmos  | 0−1 | 1−1 | –   | 0−0 |
| Lions Gibraltar | 1−4 | 1−4 | −   | −   |

| Hold              | K | V | U | T | Mf | Mi | +/- | P |
| ----------------- | - | - | - | - | -- | -- | --- | - |
| Lynx              | 3 | 2 | 1 | 0 | 7  | 1  | +6  | 7 |
| St Joseph's       | 3 | 1 | 2 | 0 | 3  | 0  | +3  | 5 |
| Glacis United     | 3 | 1 | 1 | 1 | 7  | 3  | +4  | 4 |
| Gibraltar Phoenix | 3 | 0 | 0 | 3 | 0  | 13 | −13 | 0 |

|                   | LYN | GLA | SJO | GPH |
| ----------------- | --- | --- | --- | --- |
| Lynx              | –   | 3−1 | 0−0 | 4−0 |
| Glacis United     | −   | –   | −   | −   |
| St Joseph's       | −   | 0−0 | –   | 3−0 |
| Gibraltar Phoenix | −   | 0−6 | −   | –   |

### Semifinaler
Kampene blev spillet den 1. februar 2014
| Hold 1       | Samlet | Hold 2          |
| ------------ | ------ | --------------- |
| Lincoln F.C. | 9–1    | St Joseph's     |
| Lynx         | 0–1    | Manchester Utd. |

### Finale
Finalen blev spillet den 22. februar 2014
| Hold 1       | Samlet | Hold 2          |
| ------------ | ------ | --------------- |
| Lincoln F.C. | 3–0    | Manchester Utd. |